# Spicers Gap Road Conservation Park
Spicers Gap Road Conservation Park är en park i Australien. Den ligger i delstaten Queensland, omkring 91 kilometer sydväst om delstatshuvudstaden Brisbane.
Runt Spicers Gap Road Conservation Park är det mycket glesbefolkat, med 4 invånare per kvadratkilometer.. Närmaste större samhälle är Aratula, omkring 16 kilometer nordost om Spicers Gap Road Conservation Park.
I omgivningarna runt Spicers Gap Road Conservation Park växer i huvudsak städsegrön lövskog. Genomsnittlig årsnederbörd är 1 168 millimeter. Den regnigaste månaden är januari, med i genomsnitt 235 mm nederbörd, och den torraste är september, med 32 mm nederbörd.